# Joarez Alves Pereira Junior
Joarez Alves Pereira Junior GOMM • GOMD (Bragança Paulista, 12 de fevereiro de 1961) é um general de divisão da reserva do Exército Brasileiro.

## Carreira Militar

### Oficial
Iniciou sua carreira militar em 16 de fevereiro de 1976, ao ingressar na Escola Preparatória de Cadetes do Exército, onde terminou o curso em 1978 como 1º colocado de sua turma. Graduou-se aspirante-a-oficial de cavalaria em 11 de dezembro de 1982, na Academia Militar das Agulhas Negras, sendo novamente o primeiro colocado geral de sua turma.
Classificado no 3º Regimento de Cavalaria Mecanizado, em Bagé, foi promovido a segundo-tenente em 31 de agosto de 1983 e a primeiro-tenente em 25 de dezembro de 1984. Depois, foi instrutor da AMAN. Atingiu ao posto de capitão em 25 de dezembro de 1988 e em 1991 realizou o curso da Escola de Aperfeiçoamento de Oficiais, no qual foi o primeiro colocado de sua turma de cavalaria. Em função disso, recebeu a Medalha Marechal Hermes de prata com duas coroas. Em seguida, exerceu os cargos de instrutor da EsAO e de Observador Militar da Organização das Nações Unidas na antiga Iugoslávia.

### Oficial Superior
Promovido a major em 31 de agosto de 1995, foi ajudante de ordens do Ministro do Exército e cursou a Escola de Comando e Estado-Maior do Exército no biênio 1997/1998. Permaneceu como instrutor dessa Escola e depois cursou a Escola de Guerra do Exército dos Exército dos Estados Unidos. Ascendeu a tenente-coronel em 25 de dezembro de 2000.
Serviu no Gabinete de Segurança Institucional da Presidência da República e foi promovido a coronel em 31 de agosto de 2006. Comandou a Escola de Formação Complementar do Exército e Colégio Militar de Salvador, em Salvador, nos anos de 2007 e 2008. Depois do Comando, foi Chefe do Estado-Maior da 6ª Região Militar. Em seguida, entre julho de 2009 e julho de 2011, foi adjunto do adido militar nos Estados Unidos da América. Retornando ao Brasil, trabalhou no Gabinete do Comandante do Exército, onde foi subchefe.

### Oficial General
Foi promovido a general de brigada em 31 de março de 2012 e sua primeira comissão como oficial-general foi a de Comandante da 3ª Brigada de Cavalaria Mecanizada, em Bagé, que assumiu no mês de abril daquele ano. Permaneceu no Comando até 26 de abril de 2014, ocasião em que a Brigada mudou sua subordinação da 6ª Divisão de Exército para a 3ª Divisão de Exército, devido ao processo de reestruturação do Comando Militar do Sul.
Em 28 de março de 2014, foi nomeado 5º Subchefe do Estado-Maior do Exército, em Brasília, função que exerceu até agosto de 2016 e na qual tratou dos assuntos internacionais de interesse do Exército, como convênios com Exércitos de outros países.
Foi promovido a General de divisão em 25 de novembro de 2015. Em em 1º de agosto de 2016 assumiu o Comando da 6ª Região Militar – "Região Marechal Cantuária", em Salvador. Em seguida, foi nomeado Vice-Chefe do Departamento de Educação e Cultura do Exército, cargo que exerceu do início de 2018 até sua transferência para a reserva no final de 2019.
Admitido à Ordem do Mérito Militar em 1999 no grau de Cavaleiro ordinário, foi promovido a Oficial em 2003, a Comendador em 2012 e a Grande-Oficial em 2015.
Atualmente, reside em Brasília e é assessor do Departamento de Educação e Cultura do Exército